# Deschutes River Woods
Deschutes River Woods é uma Região censo-designada localizada no estado norte-americano de Oregon, no Condado de Deschutes.

## Demografia
Segundo o censo norte-americano de 2000, a sua população era de 4631 habitantes.

## Geografia
De acordo com o United States Census Bureau tem uma área de
12,8 km², dos quais 12,6 km² cobertos por terra e 0,2 km² cobertos por água.

## Localidades na vizinhança
O diagrama seguinte representa as localidades num raio de 36 km ao redor de Deschutes River Woods.